# Yezoceryx nigricans
Yezoceryx nigricans är en stekelart som först beskrevs av Cameron 1899.  Yezoceryx nigricans ingår i släktet Yezoceryx och familjen brokparasitsteklar. Inga underarter finns listade i Catalogue of Life.